# Lloyd C

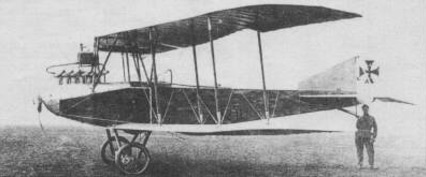
Lloyd C.II

Die von der Ungarischen Lloyd Flugzeug- und Motorenfabrik in Aszód entwickelten Lloyd C-Typen waren von den K.u.k. Luftfahrtruppen eingesetzte Aufklärungsflugzeuge im Ersten Weltkrieg.

## Entwicklung
Der erste wegen seiner nach hinten gestaffelten Tragflächen „Pfeilflieger“ genannte Lloyd B (Serie 40) wurde bereits vor Kriegsbeginn im Sommer 1914 an die K.u.k. Luftfahrttruppen geliefert. Oberleutnant Heinrich Bier erreichte mit der ersten Maschine (40.01) beim Flugmeeting in Wien-Aspern am 27. Juni 1914 spektakuläre 6.170 m Flughöhe mit einem Passagier an Bord.
1915 folgte nach verschiedenen Prototypen der Lloyd C.I (Serie 41) als militärische Version des „Pfeilfliegers“. Der Hiero-Motor lag in einer spitzen Verkleidung, aus der lediglich die Zylinderköpfe herausragten. Die ebenso wie der Rumpf stoffbespannten Querruder reichten über die Flügelhinterkante hinaus und waren nur im Oberflügel vorhanden, die Flügel selbst hatten ein Holzgerüst und waren sperrholzbeplankt.
Es folgte die Lloyd C.II (Serie 42) mit stärkerem Motor mit 160 PS (z. T. auch nur 145 PS), von der je 50 Stück von Lloyd und der in der Wiener Karosserie- und Flugzeugfabrik (WKF) gebaut wurden. Typisch für diese und die weiteren C-Typen waren das lange, gemeinsame Cockpit für Piloten und Beobachter. Die zunächst unbewaffneten Flugzeuge erhielten später ein Schwarzlose-MG für den Beobachter.
1916 erschienenen 100 Lloyd C.III (Serie 43), ebenfalls zur Hälfte von WKF und Lloyd produziert, hatte eine etwas längere Verschalung, um den stärkeren 160-PS-Motor vollverkleidet aufnehmen zu können, blieb aber C.II ansonsten ähnlich. Einige Flugzeuge erhielten für den Piloten ein zweites, über der oberen Tragfläche angebrachtes MG. Wegen ihrer guten Flugeigenschaften und der hervorragenden Steigfähigkeit kam dieser Typ hauptsächlich an der italienischen Front in Berggebieten zum Einsatz.
Die noch 1916 gebaute Lloyd C.IV (Serie 44) war eine Variante der C.III mit getrennter Cockpiteinfassung für die Besatzung; bei WKF ging er mit den Nummern 44.50 bis 44.99 in Serienproduktion. Für einen Einsatz dieses Musters gibt es aber keine Belege.
Die Lloyd C.V (Serie 46) wies einige aerodynamische Verbesserungen auf und wirkte wesentlich kompakter: Verschalte Propellernabe, höheres Seitenruder, abgerundete Ruderflächen, diagonale Tragflächenstreben, kürzere Tragflächen. Die ersten 50 von Lloyd 1917 gelieferten Flugzeuge erhielten den österreichischen Austro-Daimler-Motor mit 185 PS, die zweiten 50 in Lizenz nachgebaute deutsche Benz-Bz-IV-Motoren, die mit 220 PS das Flugzeug etwa 32 km/h schneller machten (Serie 46.5). Die Lloyd C.V besaß erstmals Sperrholztragflächen. Diese boten zwar geringeren Luftwiderstand als die mit Leinwand bespannten Tragflächen, sie verformten sich jedoch bei Feuchtigkeit und konnten den Absturz der Maschine herbeiführen. WKF produzierte weitere C.V mit Benz-Motoren als Serie 82, die hauptsächlich an die Ostfront gingen.

## Einsatz
Die etwa 500 gebauten Lloyd C-Typen waren vor allem in der ersten Kriegshälfte als Aufklärer und Bomber weit verbreitet. Ab 1917 wurden sie den Frontanforderungen nicht mehr gerecht und wurden vor allem nur noch für Schulungszwecke verwendet.
Nach dem Krieg verwendete die polnische Fliegertruppe das Flugzeug noch bis etwa 1920.

## Technische Daten
| Kenngröße             | Lloyd B Serie 40                               | Lloyd C.I Serie 41                             | Lloyd C.II Serie 42                            | Lloyd C.III Serie 43                           | Lloyd C.IV Serie 44                            | Lloyd C.V Serie 45                         |
| --------------------- | ---------------------------------------------- | ---------------------------------------------- | ---------------------------------------------- | ---------------------------------------------- | ---------------------------------------------- | ------------------------------------------ |
| Konstrukteur          |                                                | Tibor Melczer                                  | Tibor Melczer                                  | Tibor Melczer                                  |                                                |                                            |
| Besatzung             | 2                                              | 2                                              | 2                                              | 2                                              | 2                                              | 2                                          |
| Länge                 | 8,90 m                                         | 8,90 m                                         | 9,00 m                                         | 9,00 m                                         | 8,80 m                                         | 7,22 m                                     |
| Spannweite oben       | 14,40 m                                        | 14,40 m                                        | 14,60 m                                        | 14,60 m                                        | 14,50 m                                        | 11,20 m                                    |
| Spannweite unten      |                                                | 13,80 m                                        | 13,80 m                                        |                                                |                                                |                                            |
| Höhe                  | 3,15 m                                         | 3,15 m                                         | 3,20 m                                         | 3,20 m                                         | 3,18 m                                         | 3,00 m                                     |
| Flügelfläche          |                                                |                                                |                                                |                                                | 37 m²                                          | 27,63 m²                                   |
| Leermasse             | 810 kg                                         | 880 kg                                         | 980 kg                                         | 920 kg                                         | 890 kg                                         | 800 kg                                     |
| Startmasse            | 1060 kg                                        | 1250 kg                                        | 1310 kg                                        | 1300 kg                                        | 1200 kg                                        | 1125 kg                                    |
| Treibstoffvorrat      |                                                |                                                |                                                | 260 l                                          |                                                |                                            |
| Höchstgeschwindigkeit | 130 km/h                                       | 140 km/h                                       | 150 km/h                                       | 133 km/h                                       | 140 km/h                                       | 170 km/h                                   |
| Dienstgipfelhöhe      |                                                |                                                | 4300 m                                         | 4300 m                                         | 4200 m                                         | 4500 m                                     |
| Steigzeit auf 1000 m  |                                                |                                                | 6 min                                          | 6,12 min                                       | 4,3 min                                        |                                            |
| Reichweite            | 600 km                                         | 700 km                                         | 800 km                                         |                                                | 800 km                                         | 800 km                                     |
| Flugdauer             |                                                |                                                |                                                |                                                | 5:30 h                                         | 5:30 h                                     |
| Triebwerke            | ein wassergekühlter Reihenmotor Austro-Daimler | ein wassergekühlter Reihenmotor Austro-Daimler | ein wassergekühlter Reihenmotor Austro-Daimler | ein wassergekühlter Reihenmotor Austro-Daimler | ein wassergekühlter Reihenmotor Austro-Daimler | ein wassergekühlter Reihenmotor Benz Bz IV |
| Motorleistung         | 140 PS (103 kW)                                | 145 PS (107 kW)                                | 145 PS (107 kW)                                | 160 PS (118 kW)                                | 160 PS (118 kW)                                | 220 PS (162 kW)                            |
| Bewaffnung            | –                                              |                                                |                                                | ein MG 7,62 mm                                 | ein MG 7,62 mm                                 | ein oder zwei MG 7,62 mm                   |